# Albidella oligococca
 (octobre 2024).
Espèce
Albidella oligococca est une espèce de plantes à fleurs de la famille des Alismataceae. Son aire de répartition indigène est l'archipel de la Petite Sonde (Timor) et le Queensland. C'est un hélophyte qui pousse principalement dans le biome tropical humide.

## Systématique
Le nom correct complet (avec auteur) de ce taxon est Albidella oligococca (F.Muell.) Lehtonen (d).
L'espèce a été initialement classée dans le genre Alisma sous le basionyme Alisma oligococcum F.Muell..
Albidella oligococca a pour synonymes :
- Alisma apetalum Buch.-Ham.
- Alisma apetalum Buch.-Ham. ex Micheli
- Alisma aphylla Steud.
- Alisma oligococcum F.Muell.
- Caldesia oligococca var. oligococca
- Caldesia oligococca (F.Muell.) Buchenau